# Grevillea eriostachya
Grevillea eriostachya är en tvåhjärtbladig växtart. Grevillea eriostachya ingår i släktet Grevillea och familjen Proteaceae.

## Underarter
Arten delas in i följande underarter:
- G. e. eriostachya
- G. e. excelsior